# Мейтленд-Найлз, Энзли
Э́нзли Ко́ри Ме́йтленд-Найлз (англ. Ainsley Cory Maitland-Niles; 29 августа 1997 года, Лондон, Англия) — английский футболист, полузащитник французского клуба «Олимпик Лион». Привлекался в национальную сборную Англии.

## Клубная карьера
Энзли Мейтленд-Найлз является воспитанником лондонского «Арсенала» он прошёл через все возрастные категории «канониров». В сезоне 2013/14 он начал выступать за резервную команду лондонского клуба, а 24 октября 2014 года подписал свой первый профессиональный контракт с клубом.
Дебют футболиста в первой команде «Арсенала» состоялся 9 декабря 2014 года, когда он сыграл 45 минут в матче Лиги чемпионов против «Галатасарая» и стал вторым после Джека Уилшира самым молодым игроком «канониров», когда-либо игравшем в этом турнире. Спустя четыре дня Мейтленд-Найлз дебютировал в Премьер-лиге, выйдя на замену Алексу Окслейду-Чемберлену в дополнительное время игры против «Ньюкасла», которая завершилась победой «Арсенала» со счётом 4:1.
2 июля 2015 года на правах сезонной аренды перешёл в клуб «Ипсвич Таун». 8 августа 2015 года состоялся дебют игрока за «трактористов»: англичанин вышел на поле в стартовом составе и отыграл 82 минуты матча против «Брентфорда» (2:2). В сентябре был признан лучшим игроком месяца в своём клубе. 3 ноября 2015 года забил первый гол в своей профессиональной карьере, поразив ворота «Болтона». Свой второй гол за клуб игрок смог забить 19 января 2016 года в ворота «Портсмута» в матче Кубка Англии. Всего за сезон в «Ипсвиче» игрок принял участие в 32 матчах и отметился двумя забитыми голами, после чего вернулся в «Арсенал».
После возвращения в состав лондонского клуба в сезоне 2016/17 Мейтленд-Найлз имел не очень много игровой практики: лишь единожды он появился на поле в матче АПЛ, ещё по три раза выходил в розыгрышах Кубка Английской лиги и Кубка Англии. Именно Кубок Англии по итогам этого сезона стал первым трофеем в профессиональной карьере футболиста. Чаще появляться на поле игрок стал в сезоне 2017/18, последнем в «Арсенале» для Арсена Венгера: англичанин вышел на поле 28 раз, 15 из которых пришлись на чемпионат Англии. 12 июня 2018 года подписал новый долгосрочный контракт с «Арсеналом».
12 августа 2018 года вышел на поле в стартовом составе «Арсенала» в первом матче под руководство Унаи Эмери, однако на 35 минуте был заменён из-за травмы. Всего в сезоне 2018/19 принял участие в 16 матчах АПЛ, и смог отметиться своим первым голом за «канониров», поразив ворота «Ливерпуля» на «Энфилде». Кроме того, Мейтленд-Найлз принял участие в 10 матчах Лиги Европы, где «Арсенал» дошёл до финала.
Сезон 2019/20 начинал в качестве основного правого защитника «Арсенала», однако после удаления в матче против «Астон Виллы» 22 сентября 2019 года выпал из состава и не появлялся на поле в матчах АПЛ почти три месяца. В декабре-январе провёл в АПЛ восемь подряд полных матчей за «канониров», но в дальнейшем выпал из основы и до конца сезона появлялся на поле в матчах АПЛ лишь эпизодически. 1 августа 2020 года вышел на поле в стартовом составе «Арсенала» на финальный матч Кубка Англии против «Челси». Игра завершилась победой «Арсенала» со счётом 2:1.
В первой половине сезона 2020/21 Мейтланд-Найлз продолжил чередовать матчи в стартовом составе «Арсенала» с выходами на замену и играми, проведёнными на скамейке запасных, после чего 1 февраля 2021 года на правах аренды до конца сезона перешёл в «Вест Бромвич Альбион», который сражался за выживание в Премьер-лиге. 7 февраля дебютировал за новую команду в игре против «Тоттенхэма», которая завершилась поражением «дроздов» со счётом 0:2. До конца сезона принял участие в 15 матчах команды в АПЛ, в основном выходя на поле в качестве центрального полузащитника, что однако не помогло «Вест Брому» сохранить прописку в турнире: клуб по итогам сезона занял 19 место в турнирной таблице, а Мейтланд-Найлз вернулся в «Арсенал».

## Карьера в сборной
В 2014—2018 годах Энзли Мейтленд-Найлз выступал за юношеские и молодёжные сборные Англии различных возрастных категорий. В 2017 году в составе молодёжной сборной Англии стал чемпионом мира среди игроков до 20 лет.
8 сентября 2020 года дебютировал за первую сборную Англии в матче Лиги наций УЕФА против сборной Дании.

## Статистика выступлений

### Клубная
| Выступление            | Выступление      | Выступление      | Лига | Лига | Кубки | Кубки | Еврокубки | Еврокубки | Прочие | Прочие | Итого | Итого |
| Клуб                   | Лига             | Сезон            | Игры | Голы | Игры  | Голы  | Игры      | Голы      | Игры   | Голы   | Игры  | Голы  |
| ---------------------- | ---------------- | ---------------- | ---- | ---- | ----- | ----- | --------- | --------- | ------ | ------ | ----- | ----- |
| Арсенал                | Премьер-лига     | 2014/15          | 1    | 0    | 1     | 0     | 1         | 0         | 0      | 0      | 3     | 0     |
| Арсенал                | Премьер-лига     | 2016/17          | 1    | 0    | 6     | 0     | 0         | 0         | 0      | 0      | 7     | 0     |
| Арсенал                | Премьер-лига     | 2017/18          | 15   | 0    | 4     | 0     | 9         | 0         | 0      | 0      | 28    | 0     |
| Арсенал                | Премьер-лига     | 2018/19          | 16   | 1    | 4     | 0     | 10        | 1         | 0      | 0      | 30    | 2     |
| Арсенал                | Премьер-лига     | 2019/20          | 20   | 0    | 6     | 1     | 6         | 0         | 0      | 0      | 32    | 1     |
| Арсенал                | Премьер-лига     | 2020/21          | 11   | 0    | 4     | 0     | 5         | 0         | 1      | 0      | 21    | 0     |
| Арсенал                | Премьер-лига     | 2021/22          | 8    | 0    | 3     | 0     | 0         | 0         | 0      | 0      | 11    | 0     |
| Арсенал                | Итого            | Итого            | 72   | 1    | 28    | 1     | 31        | 1         | 1      | 0      | 132   | 3     |
| → Ипсвич Таун          | Чемпионшип       | 2015/16          | 30   | 1    | 2     | 1     | 0         | 0         | 0      | 0      | 32    | 2     |
| → Ипсвич Таун          | Итого            | Итого            | 30   | 1    | 2     | 1     | 0         | 0         | 0      | 0      | 32    | 2     |
| → Вест Бромвич Альбион | Премьер-лига     | 2020/21          | 15   | 0    | 0     | 0     | 0         | 0         | 0      | 0      | 15    | 0     |
| → Вест Бромвич Альбион | Итого            | Итого            | 15   | 0    | 0     | 0     | 0         | 0         | 0      | 0      | 15    | 0     |
| → Рома                 | Серия А          | 2021/22          | 8    | 0    | 1     | 0     | 3         | 0         | 0      | 0      | 12    | 0     |
| → Рома                 | Итого            | Итого            | 8    | 0    | 1     | 0     | 3         | 0         | 0      | 0      | 12    | 0     |
| → Саутгемптон          | Премьер-лига     | 2022/23          | 22   | 0    | 4     | 0     | 0         | 0         | 0      | 0      | 26    | 0     |
| → Саутгемптон          | Итого            | Итого            | 22   | 0    | 4     | 0     | 0         | 0         | 0      | 0      | 26    | 0     |
| Олимпик Лион           | Лига 1           | 2023/24          | 23   | 1    | 6     | 1     | 0         | 0         | 0      | 0      | 29    | 2     |
| Олимпик Лион           | Лига 1           | 2024/25          | 32   | 1    | 1     | 0     | 11        | 0         | 0      | 0      | 44    | 1     |
| Олимпик Лион           | Итого            | Итого            | 55   | 2    | 7     | 1     | 11        | 0         | 0      | 0      | 73    | 3     |
| Всего за карьеру       | Всего за карьеру | Всего за карьеру | 202  | 4    | 42    | 3     | 45        | 1         | 1      | 0      | 290   | 8     |

### Международная
| Сборная          | Сезон            | Товарищеские | Товарищеские | Официальные | Официальные | Итого | Итого |
| Сборная          | Сезон            | Игры         | Голы         | Игры        | Голы        | Игры  | Голы  |
| ---------------- | ---------------- | ------------ | ------------ | ----------- | ----------- | ----- | ----- |
| Англия           |                  |              |              |             |             |       |       |
| 2020             | 2                | 0            | 3            | 0           | 5           | 0     |       |
| Всего за карьеру | Всего за карьеру | 2            | 0            | 3           | 0           | 5     | 0     |

### Матчи за сборную
| № | Дата            | Оппонент | Счёт | Голы | Карточки | Минуты | Соревнование              |
| - | --------------- | -------- | ---- | ---- | -------- | ------ | ------------------------- |
| 1 | 8 сентября 2020 | Дания    | 0:0  | —    | —        | 3'     | Лига наций УЕФА 2020/2021 |
| 2 | 8 октября 2020  | Уэльс    | 3:0  | —    | —        | 14'    | Товарищеский матч         |
| 3 | 14 октября 2020 | Дания    | 0:1  | —    | —        | 36'    | Лига наций УЕФА 2020/2021 |
| 4 | 12 ноября 2020  | Ирландия | 3:0  | —    | —        | 29'    | Товарищеский матч         |
| 5 | 18 ноября 2020  | Исландия | 4:0  | —    | —        | 5'     | Лига наций УЕФА 2020/2021 |

Итого: 5 матчей / 0 голов; 3 победы, 11 ничья, 1 поражение.

## Достижения

### Командные
Сборная Англии (до 20 лет)
- Чемпион мира среди игроков до 20 лет: 2017

«Арсенал»
- Обладатель Кубка Англии (2): 2016/17, 2019/20
- Обладатель Суперкубка Англии (2): 2017, 2020
- Финалист Кубка Английской футбольной лиги: 2017/18
- Финалист Лиги Европы УЕФА: 2018/19

«Рома»
- Победитель Лиги конференций УЕФА: 2021/22